# Karvinái járás

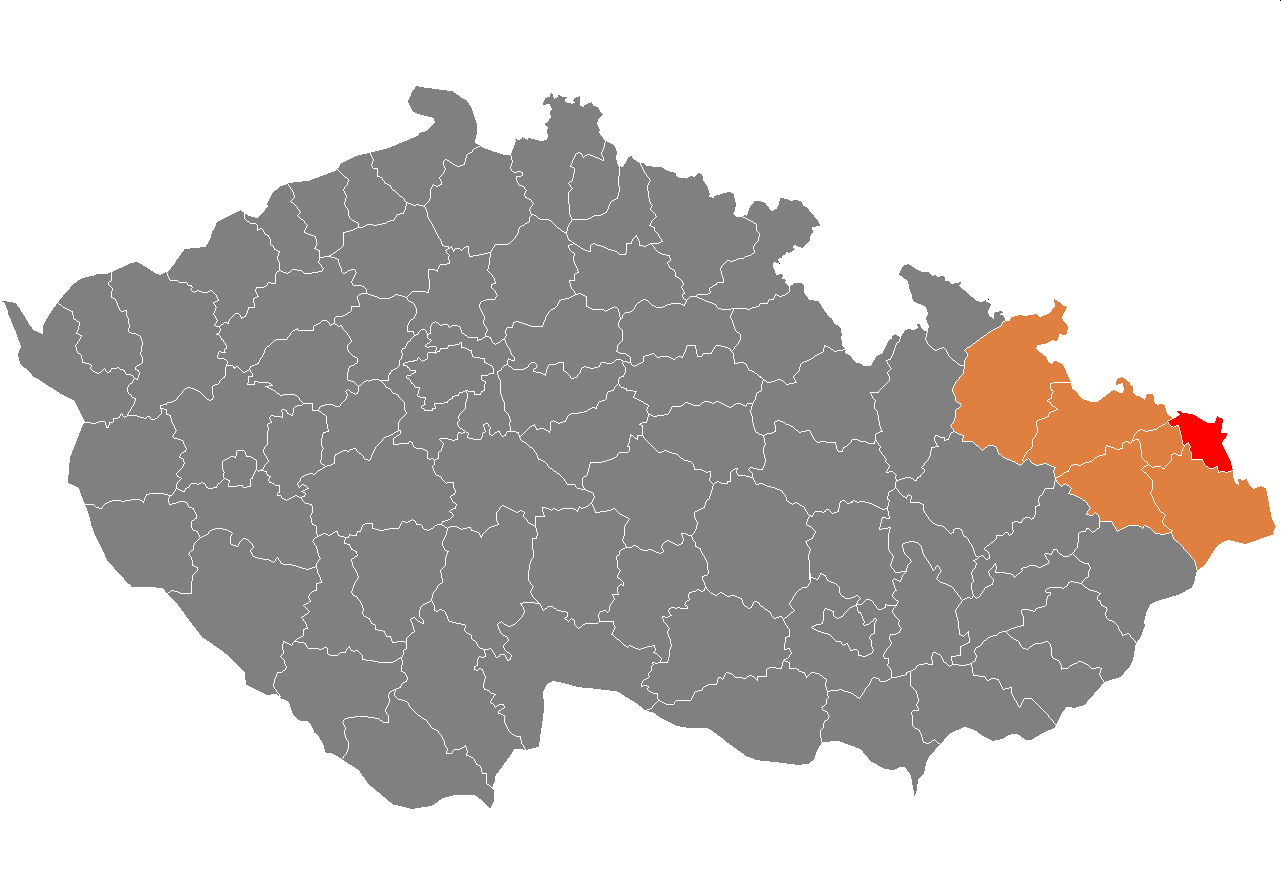
A Karvinái járás

A Karvinái járás (csehül: Okres Karviná) közigazgatási egység Csehország Morva-sziléziai kerületében. Székhelye Karviná. Lakosainak száma 276 694 fő (2009). Területe 356,24 km².

## Városai és községei
A városok félkövér, a községek álló betűkkel szerepelnek a felsorolásban.
Albrechtice •
Bohumín •
Český Těšín •
Chotěbuz •
Dětmarovice •
Dolní Lutyně •
Doubrava •
Havířov •
Horní Bludovice •
Horní Suchá •
Karviná •
Orlová •
Petrovice u Karviné •
Petřvald •
Rychvald •
Stonava •
Těrlicko

## Fordítás
- Ez a szócikk részben vagy egészben  a   Karviná District című angol Wikipédia-szócikk ezen változatának fordításán alapul.  Az eredeti cikk szerkesztőit annak laptörténete sorolja fel. Ez a jelzés csupán a megfogalmazás eredetét és a szerzői jogokat jelzi, nem szolgál a cikkben szereplő információk forrásmegjelöléseként.
- Ez a szócikk részben vagy egészben  az   Okres Karviná című cseh Wikipédia-szócikk ezen változatának fordításán alapul.  Az eredeti cikk szerkesztőit annak laptörténete sorolja fel. Ez a jelzés csupán a megfogalmazás eredetét és a szerzői jogokat jelzi, nem szolgál a cikkben szereplő információk forrásmegjelöléseként.